# Marjory Allen
Marjory (Joan) Allen, baronessan Allen of Hurtwood, född 10 maj 1897 i Bexleyheath i Kent i Storbritannien, död 11 april 1976, var en brittisk landskapsarkitekt. 
Marjory Gill utbildade sig i trädgårdsodling i Bedales School, samt på  University College, Reading där hon blev diplomerad trädgårdsmästare. Hon arbetade som landskapsarkitekt på 1920- och 1930-talen.
Hon gifte sig 1921 med Clifford Allen, som var en av de ledande inom  Independent Labour Party och 1932 blev den första baron Allen of Hurtwood. Efter dennes död 1939 engagerade hon sig framför allt i barns uppväxt och välfärd. Hon drev kampanjer för barns bästa, vilket ledde till antagandet av "Children Act 1948". Under andra världskriget drev hon ett projekt genom vilket skräpmaterial från bombade byggnader användes som lekmaterial för barn. Efter andra världskriget var hon kontaktperson för UNICEF i Europa och Mellanöstern.
Hon var 1942–1951 ordförande för Storbritanniens förskoleförbund. 
Efter andra världskriget besökte Marjory Allen den 1943 inrättade Emdrup Skrammellegeplads i Emdrup i Köpenhamn, som anses vara världens första bygglekplats. Hon engagerade sig i konceptet, som hon lanserade i Storbritannien och USA under begreppet "adventure playgrounds". Hon författade skrifter för att sprida intresset för sådana bygglekplatser. År 1965 gjorde hon en längre resa till USA:s ostkust, under vilken hon propagerade för idén om bygglekplatser.